# Деятельность ЧВК «Вагнер» в Африке
Группа «Вагнера» — пророссийская военизированная организация, официально позиционирующая себя как частная военная компания, с 2017 года оказывала военную поддержку, обеспечивала безопасность и защищала интересы нескольких правительств в Африке. Взамен российские компании и компании связанные с «Вагнером» получали привилегированный доступ к природным ресурсам этих стран, включая права на золотые и алмазные рудники. Кроме того, российские военные получали доступ к стратегическим объектам, таким как авиабазы и порты. Богумил Добош, доцент Института политических исследований факультета социальных наук Карлова университета в Праге,  описывал операцию «Вагнера» в одной из африканских стран как прокси-неоимпериалистический и неоколониальный захват государства Россией.
Группа «Вагнера» активно проявляла свою деятельность в различных африканских странах, включая Центральноафриканскую Республику, Судан, Ливию, Мали, Буркина-Фасо, Нигер, Мозамбик и другие. В 2024 году, в связи со смертью Евгения Пригожина, группа «Вагнера» в Африке была реорганизована в «Африканский корпус», который находится под непосредственным контролем Министерства обороны России.

## Судан
С 1955 года в Судане не прекращалась напряжённая ситуация. За это время страна пережила две гражданские войны, вызванные религиозными разногласиями. Сейчас Судан столкнулся с третьей войной, вызванной борьбой за власть и экономической нестабильностью.
В середине декабря 2017 года в интернете появилось видео, на котором инструктор ЧВК «Вагнер» обучает трёх суданских военных. Это видео подтверждает, что «Вагнер» присутствует в Судане, а не в Южном Судане, как это утверждалось ранее . Сергей Суханкин, младший эксперт ICPS (Киев) и сотрудник Джеймстаунского фонда, объяснил, что «Вагнер» был направлен в Судан для оказания военной поддержки Южному Судану и защиты золотых, урановых и алмазных рудников. По словам Суханкина, шахты представляют собой «самый ценный товар», и наёмники были отправлены для того, чтобы «выработать выгодные условия для российских компаний».
По имеющимся данным, численность наёмников в Судане составляла 300 человек. Они действовали под прикрытием компании «М-Инвест», которая, как утверждается, связана с Евгением Пригожиным. «М-Инвест» заключила контракт с Министерством обороны России на использование транспортных самолётов 223-го лётного отряда ВВС. В период с апреля 2018 года по февраль 2019 года два самолёта этой части совершили не менее девяти рейсов в столицу Судана Хартум. Согласно информации СБУ, среди наёмников «Вагнера» в Судане были бывшие граждане Украины, которые заключили контракт в Крыму. Также сообщалось, что в 2018 году 500 наёмников были направлены в регион Дарфур для обучения военных.
В конце января 2019 года, после того как в середине декабря 2018 года в Судане начались протесты, британская пресса сообщила о том, что в подавлении демонстрантов принимали участие наёмники. В первые дни протестов участники и журналисты заметили, что возле основных мест сбора собирались группы иностранцев. Министерство иностранных дел России опровергло эти сообщения, хотя и подтвердило, что контрактники находились в Судане для обучения суданской армии. Служба безопасности Украины назвала возможные имена 149 наёмников, участвовавших в подавлении протестов, а также двух человек, погибших в ходе столкновений. Во время протестов погибло от 30 до 40 человек, включая двух сотрудников службы безопасности. Более 800 протестующих были задержаны.
После того как 11 апреля 2019 года в результате государственного переворота был свергнут Омар аль-Башир, Россия продолжала оказывать поддержку Переходному военному совету (ПВС). Это происходило благодаря тому, что ПВС согласился выполнять российские контракты в оборонном, горнодобывающем и энергетическом секторах страны. Одним из таких контрактов было обучение суданских военных офицеров наёмниками. После свержения аль-Башира деятельность Группы «Вагнер» стала более скрытной. Однако она продолжала тесно сотрудничать с Силами быстрого реагирования Судана (RSF). Также было заявлено о связях «Вагнера» с заместителем председателя ПВС и командующим RSF генералом Мухаммадом Хамданом Дагало.
В мае 2019 года Россия и Судан заключили военное соглашение, которое, в частности, упростит доступ российских военных кораблей в суданские порты. В ноябре 2020 года был подписан проект нового соглашения, предполагающий создание российского военно-морского логистического центра и ремонтной верфи на побережье Красного моря в Судане, способной вместить до 300 человек. Ожидается, что соглашение будет действовать в течение 25 лет, если ни одна из сторон не выступит против его продления.
В апреле 2020 года появилась информация о том, что компания «Meroe Gold», связанная с группой Вагнера, планирует отправить в Судан средства индивидуальной защиты, медикаменты и другое необходимое оборудование в условиях пандемии коронавируса. Однако спустя три месяца Соединенные Штаты ввели санкции против компании «М-Инвест», её суданской дочерней компании «Meroe Gold» и двух лиц, имеющих ключевое значение для операций Вагнера в Судане, в связи с подавлением и дискредитацией протестующих .
После государственного переворота в Судане, произошедшего в октябре-ноябре 2021 года, российская поддержка военной администрации, которая была создана в этой стране, стала более открытой. Российско-суданские связи продолжали укрепляться, включая деятельность группы «Вагнер», даже после начала российско-украинского конфликта в 2022 году, что вызвало осуждение со стороны США, Великобритании и Норвегии. Группа «Вагнер» получила выгодные концессии на добычу полезных ископаемых. В 16 километрах от города Абидия, расположенного в северо-восточном богатом золотом районе Судана, был открыт управляемый Россией золотой рудник, который считался форпостом «Вагнера». К востоку от этого места «Вагнер» поддержал попытки России построить военно-морскую базу на Красном море. Он также использовал регион Дарфур на западе Судана в качестве базы для операций в соседних странах, включая Центральноафриканскую Республику, Ливию и некоторые части Чада. Геологи связанной с «Вагнером» компании «Meroe Gold» также посетили Дарфур, чтобы оценить его урановый потенциал.
В середине апреля 2023 года в Судане начались столкновения между суданскими вооруженными силами (СВС), которые в целом были лояльны генералу Абдель Фаттах аль-Бурхану, и Республиканскими силами безопасности (РСБ), поддерживающими генерала Дагало. Некоторые суданские и региональные дипломатические источники впоследствии утверждали, что группа «Вагнера» предоставила РСБ ракеты класса «земля-воздух» для борьбы с СВС. Однако Пригожин опроверг эти заявления, заявив, что его компания уже более двух лет не присутствует в Судане. Командующий армией Судана Абдель Фаттах аль-Бурхан также не подтвердил информацию о поддержке РСБ группой «Вагнера».

## Центральноафриканская Республика
В 2017 году Россия начала открыто поставлять вооружение в Центральноафриканскую Республику, что вызвало недовольство в ООН. США и Франция выразили обеспокоенность тем, что Россия нарушает международное эмбарго. Однако ООН одобрила эти поставки. Сразу после начала поставок в ЦАР были направлены инструкторы «Вагнера». Вскоре их постепенно заменили на полноценных наёмников. В 2018 году эти наёмники занимались охраной президента Фостена-Арканжа Туадера, поддержкой его правительства и защитой одного из основных алмазных месторождений страны, а также других прибыльных шахт.

К маю 2018 года, по имеющимся данным, в Центральноафриканской Республике насчитывалось 1400 наёмников из группы «Вагнера». Их присутствие в стране вызвало бурные споры. Некоторые высказывали обвинения в нарушении прав человека, обострении конфликта и преследовании миротворцев и журналистов. Эксперты ООН призвали ЦАР разорвать отношения с частной военной компанией. Однако российское правительство категорически отрицает какую-либо причастность к деятельности «Вагнера», утверждая, что ЧВК действует независимо.
В декабре 2018 года Служба Безопасности Украины сообщила, что зонтичной структурой «Вагнера» в ЦАР является коммерческая фирма, аффилированная с Евгением Пригожиным, – ООО «Служба безопасности М-Финанс» из Санкт-Петербурга, основными направлениями деятельности которого являются добыча драгоценных камней и частные охранные услуги. Если верить данным СБУ, некоторые из наёмников были переправлены в Африку непосредственно на частном самолёте Пригожина.
В 2021 году ситуация в Центральноафриканской Республике (ЦАР) стала ещё более напряжённой. Повстанцы атаковали и захватили четвёртый по величине город страны. В ответ на это Россия отправила в ЦАР ещё 300 военных инструкторов для обучения правительственных сил и оказания им поддержки. Присутствие ЧВК «Вагнера» и других российских частных военных компаний в ЦАР вызвало обеспокоенность в связи с растущим влиянием России в Африке и её готовностью нарушать международные законы.

В сентябре 2022 года The Daily Beast взяла интервью у выживших и свидетелей резни. По их рассказам, "дюжина белых солдат (так многие в ЦАР называют наёмников Вагнера) проникли в дом, вытащили оттуда жён двух его соседей, жестоко избили, а потом и выпотрошили, до самого конца процесса женщины кричали и молили о пощаде". Несмотря на однополярную позицию всех прозападных СМИ, точных доказательств вины российских наёмников не существует, лишь дача показаний от предполагаемых свидетелей. Также в этих районах велись бои с мусульманскими боевиками. Вероятно, именно они стали причиной локальных военных преступлений, которые позже, благодаря СМИ, приобрели образ «массовой резни». Однако до сих пор нет точного ответа на вопрос, какова же правда.
В середине января 2023 года Группа «Вагнера» понесла относительно тяжелые потери, поскольку новое наступление правительственных войск было начато недалеко от границы ЦАР с Камеруном и Чадом. Боевые действия также вспыхнули недалеко от границы с Суданом. Повстанцы заявили, что от семи до 17 бойцов ЧВК «Вагнер» были среди десятков жертв. Военный источник в ЦАР также подтвердил, что семь контрактников «Вагнера» были убиты в одной засаде.
Согласно совместному расследованию 2022 года и отчету European Investigative Collaborations (EIC), французской организации All Eyes on Wagner и британского центра досье, Группа «Вагнера» контролирует компанию Diamville diamond trading company в Центральноафриканской Республике с 2019 года.

### Гибель журналистов
30 июля 2018 года трое российских журналистов, принадлежащих к российской онлайн-новостной организации «Центр контроля за расследованиями» (TsUR), которая связана с Михаилом Ходорковским, попали в засаду и были убиты неизвестными в Центральноафриканской Республике через три дня после того, как они прибыли в страну для расследования местной деятельности «Вагнера». Засада произошла в 23 километрах от Сибута, когда вооруженные люди вышли из кустарника и открыли огонь по их автомобилю. Водитель журналистов пережил нападение, но впоследствии власти держали его без связи с внешним миром. В своем ответе на убийства министерство иностранных дел России отметило, что погибшие журналисты путешествовали без официальной аккредитации.
BBC News и AFP заявили, что обстоятельства их смерти неясны. По информации, предоставленной информационным агентством «Интерфакс», причиной произошедшего могло стать ограбление. С места происшествия пропали дорогостоящий комплект фотооборудования и более восьми тысяч долларов, хотя в машине остались три ёмкости с бензином, который в Центральноафриканской Республике является ценным товаром. Местный чиновник и их водитель заявили, что нападавшие были в тюрбанах и говорили по-арабски. Российские и государственные СМИ ЦАР первоначально сообщили, что власти подозревают в причастности к убийствам повстанцев «Селека». Как рассказали местные жители, с которыми пообщались следователи Ходорковского, примерно десять человек разбили лагерь неподалёку перед тем, как устроить засаду. Они ждали несколько часов. Незадолго до нападения они заметили, как мимо проехала ещё одна машина с «тремя вооружёнными белыми мужчинами... и двумя выходцами из Центральной Африки».
В первоначальной статье в New York Times не было упоминаний о том, что убийства были связаны с журналистским расследованием деятельности группы «Вагнера» в Центральноафриканской Республике. Однако в последующей публикации приводились слова исследователя Human Rights Watch, который высказал мнение, что «многое не сходится» в этой неоднозначной истории. Он подтвердил, что нет никаких доказательств, которые бы опровергали официальную версию о том, что убийства были совершены случайно группой воров. Однако он обратил внимание на предположения, появившиеся внутри России, где группа «Вагнера» обвинялась в этих преступлениях. Кроме того, исследователь упомянул теорию, выдвинутую малоизвестным африканским новостным изданием, согласно которой за убийствами могла стоять Франция, которая ранее управляла ЦАР в качестве колонии. Это могло быть предупреждением Москве о том, чтобы она не вмешивалась в её зону влияния. Московский военный аналитик Павел Фельгенгауэр считает маловероятным, что они были убиты наёмниками «Вагнера», в то время как Служба Безопасности Украины заявила, что у неё есть доказательства причастности ЧВК.
В ходе своего расследования журналисты пытались проникнуть в лагерь «Вагнера», но им сказали, что нужна аккредитация Министерства обороны страны. Ранее аккредитация была предоставлена только журналисту AFP, которому по-прежнему не разрешалось делать какие-либо фотографии или брать у кого-либо интервью. Убийства произошли через день после того, как журналисты посетили лагерь группы «Вагнера» в Беренго. По словам Христо Грозева из Bellingcat, после того, как журналисты сели в машину, полковник группы «Вагнера» Константин Пикалов опубликовал письмо, в котором описал, как за ними следует следить и шпионить.
По данным телеканала «Дождь», к убийствам причастна российская частная военная компания «Патриот».
В январе 2019 года стало известно, что, согласно доказательствам, собранным Центром досье Ходорковского, к нападению на него был причастен майор Центральноафриканской жандармерии. В день убийства журналистов этот майор регулярно общался с их водителем и имел тесные связи с ЧВК «Вагнер», специалистом по контрнаблюдению и вербовке в Центральной Африке. Кроме того, сообщалось, что офицер полиции посещал лагерь российских военных инструкторов на границе с Суданом и после обучения поддерживал регулярные контакты с российскими ЧВК. Расследование убийств Центром Досье было приостановлено два месяца спустя из-за отсутствия участия государственных органов и организаций.

## Мадагаскар
the Project, независимый медиахолдинг, сообщил, что в апреле 2018 года на Мадагаскар прибыли бойцы частной военной компании «Вагнер». Они были направлены для обеспечения безопасности политических консультантов, нанятых Евгением Пригожиным для сопровождения президентской кампании Эри Раджаонаримампианины. Раджаонаримампианина не смог переизбраться на второй срок, заняв третье место в первом туре голосования. Однако, по слухам, консультанты Пригожина также работали с другими кандидатами в преддверии выборов. Ближе к концу кампании стратеги также помогли возможному победителю выборов Андри Раджоэлину, которого также поддержали Соединённые Штаты и Китай. Сообщалось, что одним из последних действий администрации Раджаонаримампианины было содействие российской фирме в приобретении национального производителя хромита Мадагаскара «Краома» в августе 2018 года. 9 августа 2018 года директор Арсен Ракотоаризоа был уволен после того, как заплатил выкуп в размере 100 миллионов Ариари за похищение 4 сотрудников компании. Сообщалось, что по состоянию на октябрь 2018 года бойцы «Вагнера» охраняли хромовые рудники ,хотя, поскольку президент Хери Раджаонаримампианина проиграл президентские выборы на Мадагаскаре в 2018 году в конце того же года,российская компания Ferrum Mining, компания с капиталом в 10 000 рублей (100 евро), не вливала средства в компанию и оставила сотрудников без оплаты.
В 2019 году компания экспортировала всего 15000 тонн хрома, и с тех пор производство было остановлено, а заработная плата осталась невыплаченной в конце 2022 года.
Среди консультантов различных кандидатов в президенты был также Константин Пикалов, который первоначально был назначен начальником службы безопасности кампании кандидата пастора Майлхола из Мадагаскарской церкви Апокалипсиса. Однако, когда стало ясно, что Андри Раджоэлина является фаворитом на победу на выборах, Пикалова перевели телохранителем Раджоэлины.

## Ливия
Впервые о присутствии группировки в Ливии стало известно в октябре 2018 года, когда The Sun заявила, что российские военные базы были созданы в Бенгази и Тобруке в поддержку фельдмаршала Халифы Хафтара, который возглавляет Ливийскую национальную армию (ЛНА). Сообщалось, что эта группа обеспечивала обучение и поддержку сил Хафтара, а также предполагалось, что российские ракеты и ЗРК были размещены в Ливии.
Российское правительство опровергло это сообщение, но телеканал РБК подтвердил размещение российских войск в Ливии. По словам источника в британском правительстве, к началу марта 2019 года около 300 наёмников «Вагнер» находились в Бенгази, поддерживая Хафтара. ЛНА добилась значительных успехов на юге страны, быстро захватив ряд городов, в том числе город Сабха и крупнейшее нефтяное месторождение Ливии. После южной кампании ЛНА начала наступление на удерживаемую правительством национального согласия (ПНС) столицу Триполи, но наступление застопорилось в течение двух недель на окраинах города из-за упорного сопротивления.
Согласно сообщениям, российские наёмники из группы «Вагнера» сражались на стороне сил Хафтара, оказывая артиллерийскую поддержку, используя снайперов, устанавливая мины и самодельные взрывные устройства. Также сообщалось, что они были оснащены гаубичными снарядами с лазерным наведением и использовали полые боеприпасы в нарушение правил ведения войны. Штаб-квартира «Вагнера» была создана в больнице в городе Эсбия, где, как утверждалось, наёмники якобы задержали и расстреляли семью мужчины, который по ошибке наткнулся на подрядчиков. GNA заявила, что двое россиян, которые были арестованы их силами в начале июля, были наняты группой «Вагнера» и участвовали в «обеспечении встречи» с Саифом аль-Исламом Каддафи.
По словам нескольких западных официальных лиц, к середине ноября численность ЧВК «Вагнера» в Ливии возросла до 1400 человек. Конгресс США готовил двухпартийные санкции против ЧВК в Ливии, и над Триполи был сбит военный беспилотник США, при этом последние утверждали, что он был сбит российскими средствами ПВО, управляемыми российскими ЧВК или ЛНА. По оценкам, 25 военнослужащих «Вагнера» были убиты в результате удара беспилотника в сентябре 2020 года, хотя российское правительство отрицало какую-либо причастность. В конечном итоге ПНС отбила Триполи в июне 2020 года, что привело к заключению соглашения о прекращении огня в октябре 2020 года.
31 мая 2022 года Human Rights Watch опубликовала заявление, в котором сообщила, что, по информации ливийских агентств и групп по разминированию, группа «Вагнера» использует в Ливии запрещённые наземные мины и мины-ловушки. От этих мин погибли по меньшей мере трое ливийских сапёров, прежде чем было установлено местонахождение мин.

## Мозамбик
В начале августа 2019 года Группа «Вагнера» получила контракт с правительством Мозамбика по сравнению с двумя другими частными военными компаниями, OAM и Black Hawk, предложив свои услуги по более низкой цене. В конце этого месяца, правительство Мозамбика одобрило постановление о ратификации соглашения от апреля 2018 года о заходе российских военных кораблей в национальные порты. 13 сентября 160 военнослужащих группы «Вагнера» прибыли в страну на российском грузовом самолете Ан-124 для оказания технической и тактической помощи Вооруженным силам обороны Мозамбика (FADM) и были размещены в трех военных казармах в северных провинциях Нампула, Макомия и Муэда.
25 сентября второй российский грузовой самолет приземлился в провинции Нампула и выгрузил крупнокалиберное оружие и боеприпасы, принадлежащие группе «Вагнера», которые затем были перевезены в провинцию Кабу-Делгаду, где с 5 октября 2017 года шел исламистский мятеж. По крайней мере, один из двух грузовых самолетов принадлежал 224-й летной части ВВС России. В целом, 200 бойцов группы, включая элитные войска, три ударных вертолета и экипаж прибыли в Мозамбик для обеспечения подготовки и боевой поддержки в Кабо-Дельгаду, где исламистские боевики сжигали деревни, обезглавливали людей и перемещали сотни людей.
Начиная с 5 октября мозамбикские военные провели несколько успешных операций в сотрудничестве с ЧВК против повстанцев вдоль границы с Танзанией. В начале операции командир подразделения ЧВК с позывным «Гранит» был убит, а двое других бойцов были ранены, когда их подразделение попало в засаду, устроенную силами 60 повстанцев. В ходе этих операций военные и наёмники разбомбили базы повстанцев в двух районах, оттеснив их в лес. В это время повстанцы предприняли атаки на две базы, в ходе которых были убиты более 35 повстанцев и трое «вагнеровцев». Тем временем 8 октября в порт Накала вошел российский корабль, перевозивший чуть больше 17 контейнеров с различными видами оружия, особенно взрывчатых веществ, которые были доставлены на поле боя. Россия, со своей стороны, отрицала, что у неё есть какие-либо войска в Мозамбике.
После прибытия ЧВК ИГИЛ усилило силы джихадистов в Мозамбике, что привело к увеличению числа нападений боевиков. 10 и 27 октября были совершены две засады, в ходе которых были убиты семеро «вагнеровцев». Во время засады в конце октября, помимо пяти наёмников, погибли также 20 мозамбикских солдат, когда исламские боевики установили баррикаду на дороге, когда прибыл военный конвой FADM. Четверо из пяти пленных наёмников были убиты, а затем обезглавлены. В результате нападения были сожжены три автомобиля. Сообщается, что некоторые из погибших во время боевых действий в Мозамбике были результатом инцидента с «дружественным огнем».
К середине ноября два военных источника в Мозамбике сообщили о растущей напряженности между Вагнером и FADM после ряда неудачных военных операций, причем один из них сообщил, что совместное патрулирование почти прекратилось. Аналитики, наёмники и эксперты по безопасности, включая руководителей OAM и Black Hawk, которые действуют в странах Африки к югу от Сахары, придерживались мнения, что «Вагнер» испытывал трудности в Мозамбике, поскольку они действовали на театре военных действий, где у них не было большого опыта. По словам Джона Гартнера, главы OAM и бывшего родезийского военнослужащего, группа «Вагнера» была «не в своей тарелке» в Мозамбике. В то же время Дольф Дорфлинг, основатель Black Hawk и бывший южноафриканский полковник, сказал, что источники сообщили им, что группа «Вагнера» начала поиск местных военных специалистов.
Ближе к концу того же месяца поступило сообщение о том, что 200 наёмников были выведены из Мозамбика после гибели их коллег. Тем не менее, по состоянию на конец ноября российские истребители и техника все еще присутствовали в портовом городе Пемба, и они также базировались в прибрежном городе Мосимбоа-да-Прая. Бойцы также были выведены в Накалу для реорганизации.
К началу 2020 года количество нападений в Кабу-Делгаду резко возросло: в январе и начале февраля было совершено 28. Насилие распространилось на девять из 16 районов провинции. Нападения включали обезглавливания, массовые похищения людей и сожжение деревень дотла. Большинство нападений были совершены боевиками, но некоторые также были совершены бандитами. 23 марта боевики захватили ключевой город Мосимбоа-да-Прая в Кабу-Делгаду. Две недели спустя повстанцы начали нападения на полдюжины деревень в провинции.
8 апреля военные нанесли вертолетные удары по базам боевиков в двух районах. Журналист Джозеф Хэнлон опубликовал фотографию, на которой изображен один из боевых вертолетов, участвовавших в нападении, и заявил, что на нем находились бойцы ЧВК «Вагнер». Однако два других источника, на которые ссылается Daily Maverick, заявили, что подрядчики принадлежали южноафриканской частной военной компании Dyck Advisory Group (DAG) и что группа «Вагнера» была выведена из Мозамбика в марте.

## Мали
В середине сентября 2021 года, согласно дипломатическим источникам и источникам в сфере безопасности, было близко к завершению соглашение, которое позволило бы группе «Вагнера» действовать в Мали. Согласно противоречивым источникам, в Мали, где с 2012 года идет гражданская война, будет развернуто не менее 1000 наёмников, а группе «Вагнера» будет выплачиваться около 6 миллиардов франков КФА в месяц за обучение малийских военных и обеспечение защиты правительственных чиновников. Франция, которая ранее правила Мали как колонией, предпринимала дипломатические усилия, чтобы предотвратить вступление соглашения в силу. С конца мая 2021 года Мали находится под властью военной хунты, пришедшей к власти в результате государственного переворота. В ответ премьер–министр Мали Чогуэль Кокалла Майга в своем обращении к Генеральной Ассамблее ООН заявил: "Новая ситуация, сложившаяся в результате завершения операции «Бархан», ставит Мали перед свершившимся фактом - нас бросают, в определенной степени в полете – и это заставляет нас искать пути и средства для лучшего обеспечения нашей безопасности самостоятельно или с другими партнерами".
Соединенное Королевство, Европейский союз и Кот-д'Ивуар также предостерегли Мали от заключения соглашения с группой «Вагнера». Тем не менее, 30 сентября Мали получила партию из четырех вертолетов Ми-17, а также оружия и боеприпасов в рамках контракта, согласованного в декабре 2020 года. Груз был получен министром обороны Мали, который высоко оценил Россию как «дружественную страну, с которой Мали всегда поддерживала очень плодотворные партнерские отношения».
В конце декабря Франция опубликовала совместное заявление, подписанное также правительствами Великобритании, Германии, Канады и 11 других европейских стран, в котором говорилось, что они были свидетелями развертывания группы «Вагнера» в Мали при поддержке России и что они осудили эти действия. Мали отрицала факт развертывания, требуя доказательств из независимых источников, но признала, что «российские инструкторы» находились в стране в рамках укрепления вооруженных сил и безопасности и что она была «всего лишь вовлечена в межгосударственное партнерство с Российской Федерацией, своим историческим партнером». Источники во французском правительстве заявили, что утверждение о размещении «Вагнера» было основано на факторах, которые включали строительство новой военной базы недалеко от аэропорта Бамако, а также «подозрительные схемы полетов».
В следующем месяце официальные лица малийской армии подтвердили, что около 400 российских военных советников прибыли в страну и находятся в нескольких частях Мали. Несколько официальных лиц, в том числе западных, заявили, что российские наёмники были развернуты в Мали, но малийский военный источник опроверг это. Тем не менее, чиновник из центральной части Мали заявил, что там присутствовали как российские советники, так и ЧВК и что не все подрядчики были гражданами России. По словам французского военного чиновника, в центральной части страны находилось от 300 до 400 наёмников вместе с российскими инструкторами, которые поставляли оборудование. Появились фотографии наёмников «Вагнера» в городе Сегу, сделанные в конце декабря 2021 года, где, как сообщается, были развернуты 200 контрактников «Вагнера». Сообщалось, что в начале января 2022 года в результате столкновений к югу от Мопти между контрактниками и джихадистами погиб один боец ЧВК.
В середине января 2022 года ЧВК «Вагнер» были развернуты на бывшей французской военной базе в Тимбукту, на севере Мали. Впоследствии армия США также подтвердила присутствие группы «Вагнера» в Мали. К началу апреля 2022 года около 200 малийских солдат и 9 полицейских проходили подготовку в России.
5 апреля 2022 года Human Rights Watch опубликовала доклад, в котором обвинила малийских солдат и российские ЧВК в якобы казни около 300 мирных жителей в период с 27 по 31 марта во время военной операции в Муре, в регионе Мопти, известном как горячая точка исламских боевиков. По данным малийских военных, в ходе операции, в которой, как сообщается, участвовали более 100 россиян, было уничтожено более 200 боевиков. В начале операции 27 марта малийские военные вертолеты приземлились недалеко от городского рынка, после чего солдаты развернулись и приблизились к группе примерно из 30 джихадистов, которые открыли по ним огонь, убив по меньшей мере двух «белых солдат», согласно Human Rights Watch.
19 апреля 2022 года произошла первая официально подтвержденная гибель российского военного советника, предположительно члена «Вагнера», когда военный патруль подорвался на придорожной бомбе недалеко от города Хомбори. 22 апреля 2022 года, через три дня после того, как французские военные передали военную базу Госси малийским силам, Франция заявила, что подозреваемые бойцы группы «Вагнера» похоронили дюжину тел в братской могиле в нескольких километрах к востоку от базы вскоре после вывода войск с намерением обвинить Францию. Французские военные опубликовали видеоизображения, на которых видно, как 10 белых солдат засыпают тела песком, через два дня после того, как «датчик зафиксировал дюжину лиц кавказской национальности, скорее всего, принадлежащих к группе «Вагнера», и малийских солдат, прибывших к месту захоронения для разгрузки оборудования», согласно французскому военному отчету. 25 апреля 2022 года связанная с «Аль-Каидой» джихадистская организация JNIM заявила, что в начале месяца она захватила в плен ряд членов группы «Вагнера» в центральном регионе Сегу.
В конце июня 2022 года против группы «Вагнера» появились обвинения в том, что наёмники грабили города и без разбора арестовывали людей в северном регионе Томбукту совместно с малийскими военными, вынуждая мирных жителей бежать в Мавританию. Сообщалось также об убийствах. 24 июля США ввели санкции против трех малийских чиновников за содействие деятельности группы «Вагнера» в их стране.
16 Июня 2023 года правительство Мали обратилось с просьбой о незамедлительном выводе миротворцев МИНУСМА из Мали. 30 июня Совет Безопасности ООН одобрил просьбу о выводе миротворцев. Впоследствии, в ответ на предполагаемый отказ правительства Мали выполнять алжирское соглашение с повстанцами-туарегами, основные группы, входящие в состав Координации движений Азавада (CMA) - Национальное движение за освобождение Азавада, Арабское движение Азавада и Высший совет единства Азавада – вышли из мирных переговоров. Позже они объединились в одну группу.
9 Сентября 2023 года повстанцы CMA сбили единственный СУ-25 ВВС Мали, в то время как JNIM сбила вертолет Ми-8, которым владела группа «Вагнера». 11 сентября 2023 года CMA объявила себя находящейся в состоянии войны с хунтой.
После ряда смертоносных нападений повстанцев в сентябре и октябре 2023 года на военные базы, правительственные силы начали наступление в направлении оплота повстанцев Кидаля, контролируемого CMA. Основными пунктами назначения должны были стать, в частности, населенные пункты Тессалит и Агуэлхок, города, в которых по-прежнему находятся военные базы МИНУСМА. Столкновения между малийской армией и повстанцами вспыхнули вокруг Анефифа 6 октября, и малийская армия в конечном итоге взяла город под контроль. 16 октября МИНУСМА начала свой отход с этих двух баз, Тессалит 21 октября, и Агуэлхок 23 октября. Когда они выводились с базы в Тессалите, им на смену были переброшены малийские войска и войска «Вагнера».
12 ноября 2023 года малийские военные и группа «Вагнера» возобновили свое наступление из Анефифа, где они находились с начала октября, в направлении Кидаля. Два дня спустя военные при поддержке «Вагнера» захватили Кидаль, впоследствии бойцы ЧВК позволили местным жителям города фотографироваться и снимать видео с ними во время их первой публичной демонстрации в Мали. Жители на видео приветствовали их как освободителей. Прежде чем они вошли в город, правительственные войска и силы «Вагнера» нанесли удары с беспилотников по объектам повстанцев в Кидале и его окрестностях. 22 ноября «Вагнер» подняла свой флаг над фортом Кидаль.
22 июля 2024 года колонна наёмников «Вагнера» и малийских солдат вступила в бой с повстанцами в Инафараке, на севере Мали, и на следующий день успешно захватила общину. Позже конвой двинулся в коммуну Тинзауатен, где 25 июля попал в засаду, устроенную повстанческой группировкой туарегов «Стратегические рамки защиты народа Азавад», и завязалось трехдневное сражение. По данным российских источников Telegram, в ходе боевых действий группа «Вагнера» потеряла от 20 до 80 человек, что стало их самой большой потерей в Мали с момента дислокации там.
6 июня 2025 года пресс-служба ЧВК Вагнер заявило, что ЧВК Вагнер заверишли свою операцию в Мали, и возвращаются в Россию

## Буркина - Фасо
После более чем шестилетнего джихадистского мятежа в Буркина-Фасо 23 января 2022 года произошел государственный переворот, в результате которого военные свергли президента Роша Марка Кристиана Каборе и объявили о роспуске парламента, правительства и конституции. Государственный переворот возглавил подполковник Поль-Анри Сандаого Дамиба и был совершен в ответ на неспособность правительства подавить исламистский мятеж, в результате которого погибло 2000 человек и от 1,4 до 1,5 миллиона были вынуждены покинуть свои дома. Гнев был также направлен против Франции, которая оказывала военную поддержку правительству.
Через день после переворота Александр Иванов, официальный представитель российских военных инструкторов в ЦАР, предложил провести обучение буркинским военным. Впоследствии выяснилось, что незадолго до военного переворота подполковник Дамиба пытался убедить президента Каборе задействовать группу «Вагнера» против исламистских повстанцев. Кроме того, менее чем за две недели до захвата власти правительство объявило, что сорвало заговор государственного переворота, после чего появились предположения, что группа «Вагнера» может попытаться обосноваться в Буркина-Фасо. Переворот нашел значительную поддержку в стране за этим последовали протесты против Франции и в поддержку переворота, протестующие призывали Россию вмешаться. Министерство обороны Соединенных Штатов заявило, что ему известно об утверждениях о том, что группа «Вагнера» могла быть «силой, стоящей за военным переворотом в Буркина-Фасо», но не может подтвердить, соответствуют ли они действительности.
30 сентября 2022 года произошел новый государственный переворот, в результате которого полковник Дамиба был свергнут капитаном Ибрагимом Траоре из-за неспособности Дамибы сдержать джихадистский мятеж. По словам Траоре, он и другие офицеры пытались заставить Дамибу «переориентироваться» на восстание, но в конечном итоге решили свергнуть его, поскольку «его амбиции отвлекали от того, что мы намеревались сделать». Некоторые подозревали Траоре в связи с Вагнером. Когда Траоре въехал в Уагадугу, столицу страны, сторонники приветствовали его, некоторые размахивали российскими флагами. Высокопоставленный дипломат США Виктория Нуланд отправилась в Буркина-Фасо после прихода Траоре к власти, чтобы «настоятельно призвать» его не сотрудничать с Вагнером.
Тем не менее, правительство Ганы публично заявило, что Траоре начал сотрудничать с группой «Вагнера» после государственного переворота, вербуя наемников для борьбы с повстанцами-джихадистами. По словам президента Ганы, правящая хунта выделила группе «Вагнера» мину в качестве оплаты за её размещение, что было опровергнуто министром горнодобывающей промышленности Буркина-Фасо. В конце января 2023 года правящая хунта потребовала от Франции вывести свои войска численностью от 200 до 400 спецназовцев из Буркина-Фасо после многолетней борьбы с джихадистами. Франция согласилась и завершила свой вывод к 19 февраля 2023 года.

## Подозрение

### Чад
Правительство США предоставило разведданные правительству Чада о том, что частная военная компания «Вагнер» сотрудничает с повстанцами в этой стране с целью дестабилизации правительства. Также есть основания полагать, что «Вагнер» планирует убийство президента и других высокопоставленных чиновников. Кроме того, «Вагнер», как утверждается, стремился установить связи с представителями правящего класса Чада. Попытка свергнуть правительство стала ключевым этапом в стратегии «Вагнера» по увеличению влияния, как заявил американский чиновник газете New York Times. Обмен разведданными между США и другими странами для противодействия российским угрозам суверенным государствам и последующие утечки информации являются частью стратегии, которая впервые была применена во время российско-украинского конфликта.

## Обвинения в захвате государства и неоколониализме
В обмен на защиту правительств африканских стран российским компаниям и компаниям, связанным с Вагнером, был предоставлен привилегированный доступ к природным ресурсам этих стран, таким как права на золотые и алмазные рудники, в то время как российским военным был предоставлен доступ к стратегическим объектам, таким как авиабазы и порты. Это было описано как своего рода государственный захват, при котором Россия приобретает влияние над странами, помогая удерживать правящее правительство у власти и делая их зависимыми от её защиты, принося экономические и политические выгоды России, не принося пользы местному населению. В случае с Центральноафриканской Республикой Богумил Добош из Института политических исследований в Праге описал операцию «Вагнера» в этой стране как неоимпериалистическую и неоколониальную форму захвата государства. Россия также использовала ЧВК для усиления геополитического влияния в Африке путем вмешательства в выборы и распространения пророссийской пропаганды и антизападной дезинформации. Внутренние аналитики российского правительства признали неоколониальный характер политики России в отношении Африки. В статье для The Hill Стивен Бланк утверждает, что действия и амбиции России в Африке являются «квинтэссенцией империализма».

## Финансирование других российских военных операций
Исследовательская программа The Blood Gold Report обнаружила, что Кремль использовал группу «Вагнера» для поддержки авторитарных режимов по всей Африке в обмен на контроль над местными золотыми рудниками. Добытое золото затем контрабандой вывозится за границу, где его продают на открытом рынке, фактически отмывая золото. Прибыль была использована для финансирования российских военных операций, особенно войны против Украины. С момента вторжения в феврале 2022 года до публикации доклада в декабре 2023 года, по оценкам, Россия заработала на африканском золоте более 2,5 миллиардов долларов.